# Polyrhachis hostilis
Polyrhachis hostilis är en myrart som beskrevs av Smith 1859. Polyrhachis hostilis ingår i släktet Polyrhachis och familjen myror.

## Underarter
Arten delas in i följande underarter:
- P. h. circumflexa
- P. h. hostilis